# Józef Ramlau
Józef Jan Ramlau (ur. 17 grudnia 1958 w Chojnicach) – polski polityk. W 2006 wojewoda kujawsko-pomorski, w latach 2016–2023 wicewojewoda kujawsko-pomorski.

## Życiorys
Ukończył historię na Wydziale Nauk Historycznych Uniwersytetu Mikołaja Kopernika w Toruniu, następnie podyplomowe studium zarządzania finansami i marketingu oraz studium prawno-samorządowe Polskiej Akademii Nauk.
W latach 1996–2002 pełnił funkcję sekretarza miasta Toruń. Był również radnym powiatu toruńskiego od 1998 do 2002. Należał do PSL-PL, następnie do Ruchu Społecznego AWS i krótko do Platformy Obywatelskiej. W 2002 wstąpił do Prawa i Sprawiedliwości. W wyborach samorządowych w tym samym roku bez powodzenia ubiegał się o mandat radnego sejmiku kujawsko-pomorskiego z listy koalicji POPiS.
26 stycznia 2006 odebrał nominację na urząd wojewody kujawsko-pomorskiego, został odwołany w lipcu tego samego roku. W 2007 został dyrektorem biura Pomorskiej Specjalnej Strefy Ekonomicznej w Toruniu.
W wyborach w 2010 z ramienia PiS bez powodzenia ubiegał się o stanowisko burmistrza Brodnicy, uzyskując w wyborach 3. wynik (16,13% głosów). W wyborach w 2014 bezskutecznie ubiegał się o mandat radnego sejmiku województwa.
W styczniu 2016 powołany na wicewojewodę kujawsko-pomorskiego. W 2023 z ramienia PiS bezskutecznie ubiegał się o mandat senatora. W grudniu tego samego roku zakończył pełnienie funkcji wicewojewody. W 2024 uzyskał mandat radnego sejmiku VII kadencji. W tym samym roku z ramienia PiS wystartował w wyborach do Parlamentu Europejskiego z okręgu nr 2.